# Anita Nall
Nadia Anita Louise Nall, po mężu Richesson (ur. 21 lipca 1976 w Harrisburgu) – amerykańska pływaczka. Trzykrotna medalistka olimpijska z Barcelony.
Specjalizowała się w stylu klasycznym. Igrzyska w 1992 były jej jedyną olimpiadą. Wspólnie z koleżankami triumfowała w sztafecie w stylu zmiennym, dwukrotnie stawała na podium w wyścigach indywidualnych. Miała wówczas 16 lat. Była rekordzistką świata, stawała na podium także innych imprez, m.in. mistrzostw świata na krótkim basenie (brąz w sztafecie w 2000). W 2008 została przyjęta do International Swimming Hall of Fame.